# Chelipoda interposita
Chelipoda interposita är en tvåvingeart som beskrevs av Collin 1928. Chelipoda interposita ingår i släktet Chelipoda och familjen dansflugor. Inga underarter finns listade i Catalogue of Life.